# Obříství
Obříství é uma comuna checa localizada na região da Boêmia Central, distrito de Mělník.